# La Châtre-Langlin
La Châtre-Langlin ist eine französische Gemeinde mit 503 Einwohnern (Stand: 1. Januar 2022) im Département Indre in der Region Centre-Val de Loire; sie gehört zum Arrondissement Le Blanc und zum Kanton Saint-Gaultier. Die Einwohner werden Castrovicecontamliens genannt.

## Geographie
La Châtre-Langlin liegt etwa 47 Kilometer südsüdwestlich von Châteauroux am Fluss Anglin. An der nordöstlichen Gemeindegrenze verläuft sein Zufluss Portefeuille.
Nachbargemeinden von La Châtre-Langlin sind Roussines und Saint-Benoît-du-Sault im Norden, Parnac im Norden und Nordosten, Mouhet im Osten, Les Grands-Chézeaux im Süden, Saint-Georges-les-Landes im Süden und Südwesten, Cromac im Südwesten sowie Chaillac im Westen.

## Bevölkerungsentwicklung
| Jahr                      | 1962 | 1968 | 1975 | 1982 | 1990 | 1999 | 2006 | 2013 |
| Einwohner                 | 837  | 778  | 716  | 679  | 628  | 564  | 572  | 549  |
| Quelle: Cassini und INSEE |      |      |      |      |      |      |      |      |

## Sehenswürdigkeiten
- Kirche Saint-Sulpice

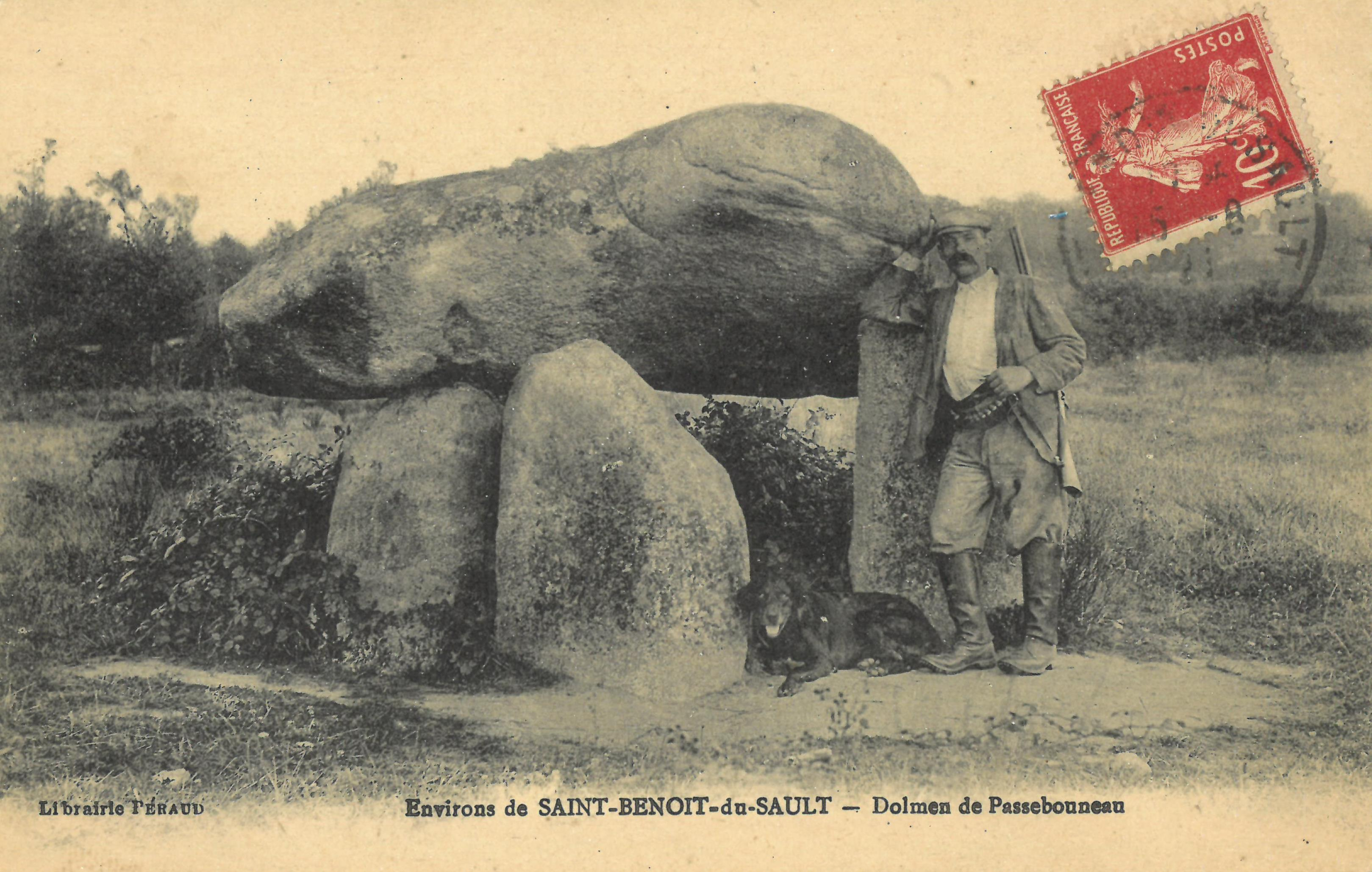
Dolmen von Passebonneau

- Dolmen de Passe-Bonneau Monument historique